# Bahía de Jobos
Bahía de Jobos o Reserva Natural de Investigación Estuarina de Bahía de Jobos es un estuario protegido federalmente en Aguirre, Puerto Rico. La bahía es un ecosistema intermareal tropical dominado por praderas de pastos marinos, arrecifes de coral y manglares.  En una superficie de 1.140 hectáreas, la reserva contiene cinco tipos de hábitats distintos y ofrece refugio a varias especies en peligro de extinción. Es una de las 27 reservas que forman la Administración Nacional Oceánica y Atmosférica (NOAA) del Sistema de Reservas Nacionales de Investigación del Estuarinas. La reserva es operado en conjunto con el Departamento de Recursos Naturales y Ambientales de Puerto Rico.